# Pete Willis
Pete Willis, född 16 februari 1960 i Sheffield, är en brittisk gitarrist och originalmedlem i det brittiska hårdrocksbandet Def Leppard. Han lämnade bandet 1982, under inspelningarna av albumet Pyromania, och ersattes av Phil Collen. Willis har senare spelat i Gogmagog och Roadhouse.
I filmen Hysteria – The Def Leppard Story spelas han av Nick Bagnall.